# Gampsocera nigricolor
Gampsocera nigricolor är en tvåvingeart som beskrevs av Becker 1916. Gampsocera nigricolor ingår i släktet Gampsocera och familjen fritflugor. Inga underarter finns listade i Catalogue of Life.